# Antoine Gizenga
Antoine Gizenga (Mbanze, 5 de outubro de 1925 — Quinxassa, 24 de fevereiro de 2019) foi um politólogo, político, professor e estadista quinxassa-congolês.

## Biografia
Antoine Gizenga nasceu em 5 de outubro de 1925 na pequena vila de Mbanze, na atual província de Cuílo, no que era então o Congo Belga. Ele frequentou uma escola primária missionária católica e recebeu sua educação secundária e superior, respectivamente, nos seminários de Kinzambi e Mayidi. Ele se tornou padre católico ordenado em 1947 e liderou uma paróquia em sua terra natal, Cuílo.
Deixou seu cargo sacerdotal por motivos pessoais e assumiu vários empregos administrativos e contábeis. Depois de servir brevemente como funcionário público no governo colonial, Gizenga tornou-se professor em uma escola secundária católica. Logo depois, ele se casou com Anne Mbuba, com quem mais tarde teve quatro filhos.

### Carreira política
Inspirado pelas ideias nacionalistas e pan-africanistas do histórico líder quinxassa-congolês Patrice Lumumba, o fundador do Movimento Nacional Congolês (MNC-L), Gizenga ajudou a organizar e tornou-se o líder do Partido da Solidariedade Africana (PSA) — abertamente de esquerda, porém com uma ideologia inicialmente federalista contrária ao unitarismo do MNC-L. Liderou o partido na independência e nas primeiras eleições nacionais quinxassa-congolesas em 1960.
Em 1960, Gizenga tornou-se vice-primeiro-ministro do Congo-Léopoldville, sob o governo do primeiro-ministro Patrice Lumumba. Logo depois do assassinato deste, em 1961, tornou-se primeiro-ministro de um contra-governo no Congo-Stanleyville, entre 1961 e 1962, que tinha como maior aliado o lumumbista Christophe Gbenye do MNC-L. O seu governo, com sede em Stanleyville (actual Quissangane) foi reconhecido por 21 países de África, Ásia e Leste Europeu em fevereiro de 1961.
Esteve no cárcere entre janeiro de 1962 e julho de 1964 e outra vez entre outubro de 1964 e novembro de 1965. Viveu no exílio na União Soviética entre 1965 e 1992, onde licenciou-se e doutorou-se em ciências políticas.
Gizenga retornou ao país em 1992. Em 1993, ele consolidou as organizações lumumbistas no Partido Lumumbista Unificado (PALU). O partido inicialmente tinha poucos membros, mas Gizenga angariou respeito por sua história de oposição a Mobutu. Ele apoiou a tomada do poder por Laurent-Désiré Kabila em 1997, o que resultou na mudança do nome do país de volta para República Democrática do Congo. Posteriormente se opôs à liderança de Kabila.
Em 2006 apresentou-se às primeiras eleições presidenciais democráticas do país à frente do partido PALU. Nessas eleições obteve 13,06% dos votos e a terceira posição depois de Joseph Kabila e de Jean-Pierre Bemba. Na segunda volta, Gizenga apoiou Kabila, e este ao vencer nomeou-o primeiro-ministro, a 30 de dezembro de 2006.
O seu primeiro governo era formado por seis ministros de estado, 54 ministros e vice-ministros, entre os quais Nzanga Mobutu, filho de Mobutu Sese Seko na pasta da agricultura e numa teórica vice-presidência. Também esteve entre eles o antigo líder rebelde Mbusa Nyamwisi, como ministro dos negócios estrangeiros.
Em 25 de setembro de 2008, Gizenga apresentou sua renúncia ao cargo de primeiro-ministro a Kabila devido à sua idade avançada. Kabila aceitou a renúncia de Gizenga em 28 de setembro, com este entregando suas funções em 10 de outubro. Foi substituído pelo Ministro do Orçamento, Adolphe Muzito.

### Aposentadoria e morte
Em 1 de fevereiro de 2009, foi anunciado que Kabila havia designado Gizenga como Herói Nacional, a maior honraria da República Democrática do Congo. Sua admissão à Ordem dos Heróis Nacionais Kabila-Lumumba o tornou o único natural quinxassa-congolês vivo, naquele momento, a receber tal honraria.
Gizenga morreu no Centro Médico de Quinxassa, em 24 de fevereiro de 2019, aos 93 anos.